# 3 novembre 1955
Le jeudi 3 novembre 1955 est le 307e jour de l'année 1955.

## Naissances
- Aleksandr Fedotkin (mort date inconnue), athlète soviétique
- Elyn Saks, juriste, psychanalyste et professeure d'université américaine
- Michel Clémente, joueur français de rugby à XV
- Michel Renquin, joueur belge de football
- Phil Simms, joueur américain de football
- Phumzile Mlambo-Ngcuka, femme politique sud-africaine
- Rudolf Scholten, politicien autrichien
- Steve Gregg, nageur américain
- Teresa De Sio, chanteuse italienne
- Yukihiko Tsutsumi, réalisateur japonais

## Décès
- Cyril Chadwick (né le 11 juin 1879), acteur britannique

## Événements
- Sortie du film Blanches colombes et vilains messieurs